# Kamps
Kamps är Europas största tillverkare av bagerivaror
Dagens Kamps skapades 1997. Företaget hade till en början omkring 350 bagerifilialer i Tyskland men genom uppköp av små och störa företag växte antalet snabbt och var inom fem år uppe i omkring 1000. Man har också expanderat med bagerier utomlands, i Frankrike och Nederländerna. Man har inte bara klassiska bagerier utan även storproduktion för stormarknader m.m. och restaurangbranschen via uppköpet av Wendeln Brot med kända varumärken som Golden Toast och Leiken Urkorn. Man tillverkar till exempel bröd för snabbmatskedjor som Burger King och McDonald's. 2002 gick Barilla in i företaget och grundaren Heiner Kamps tvingades lämna företaget. 